# Saara
Saara — рід ящірок родини Агамові (Agamidae). Представники роду мешкають на Близькому Сході і Південній Азії.

## Класифікація
В роді описано 3 види:
- Saara asmussi (Strauch, 1863)
- Saara hardwickii (Gray, 1827)
- Saara loricata (Blanford, 1874)